# Ніколаєв Олександр Віталійович
Ніколаєв Олександр Віталійович — старший лейтенант Збройних сил України, відзначився у ході російського вторгнення в Україну.
Загинув 5 березня 2022 року у ході російського вторгнення в Україну разом зі старшим сержантом Євгенієм Волошиним та старшим солдатом Олександром Лапком у Луганській області в ближньому бою з російськими диверсантами.
Поховали всіх трьох військовослужбовців 14 березня 2022 року на Алеї Слави у Кропивницькому.
Молебень за загиблими відслужив єпископ Кропивницький і Голованівський Православної церкви України Отець Марк.

## Нагороди
- орден «За мужність» III ступеня (2022, посмертно) — за особисту мужність під час виконання бойових завдань, самовіддані дії, виявлені у захисті державного суверенітету та територіальної цілісності України, вірність військовій присязі.